# لی سونگ

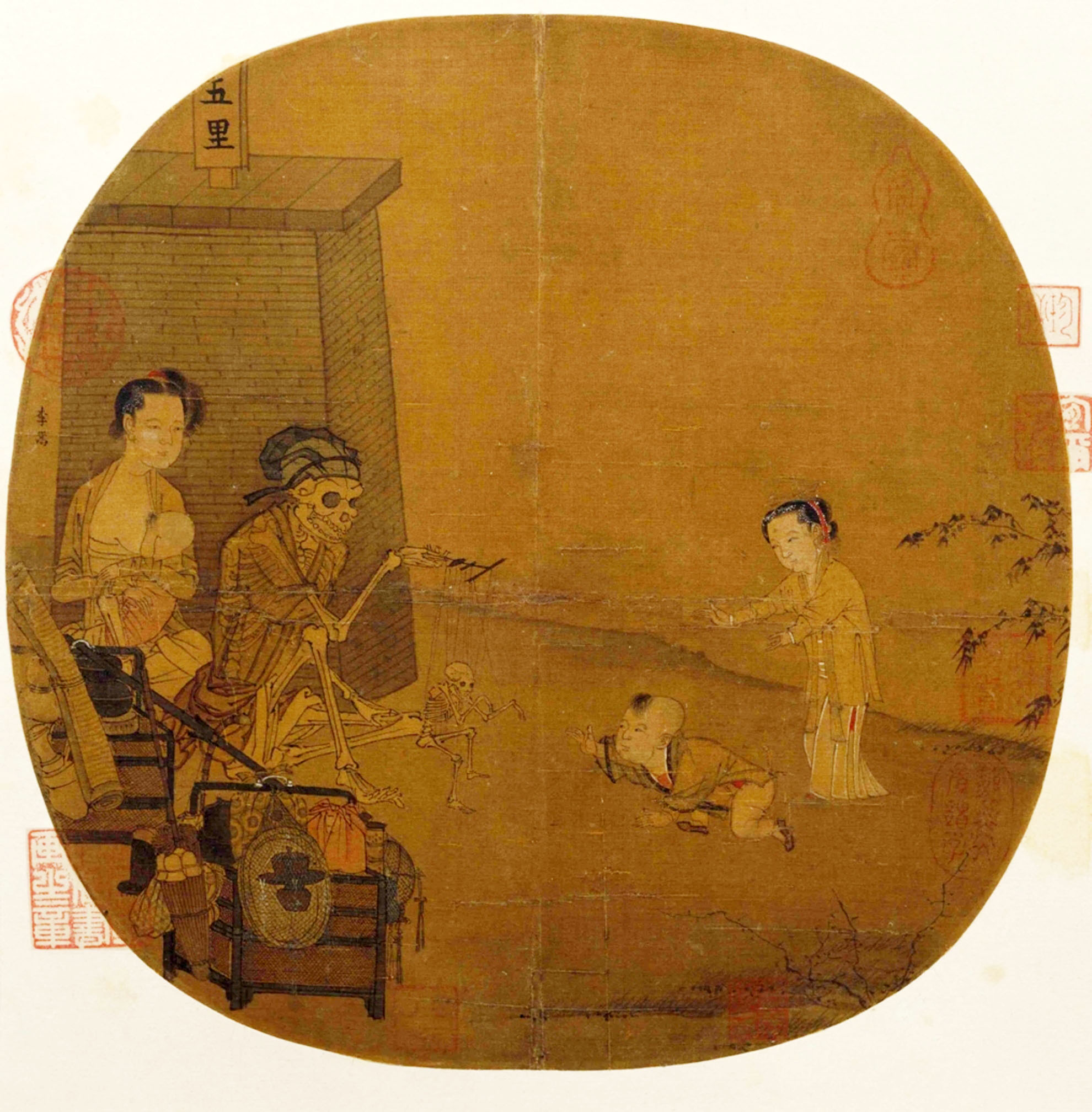
نمایش وهم‌انگیز اسکلت‌ها اثر لی سونگ - موزهٔ کاخ، پکن

لی سونگ (چینی: 李嵩، پین‌یین: Lǐ Sōng، وید-جایلز: Li Sung) از نقاشان درباری چینی در دوران دودمان سونگ بود که میان۱۱۹۰ تا ۱۲۳۰ به کار می‌پرداخت.
سونگ در چیان تانگ (هانگجوی امروزی در چین) زاده شد. خانوادهٔ او به کار درودگری مشغول بودند و او نیز همین حرفه را دنبال نمود تا اینکه لی کونگ‌شون (به چینی: 李從訓) از نقاشان درباری او را به شاگردی خود پذیرفت و هنر نقاشی را به او آموخت. آوازه‌ی لی سونگ بیشتر برای کشیدن نگاره‌های انسانی بود.